# Куперсвил (Мичиген)
Куперсвил (енгл. Coopersville) град је у америчкој савезној држави Мичиген. По попису становништва из 2010. у њему је живело 4.275 становника.

## Демографија
Према попису становништва из 2010. у граду је живело 4.275 становника, што је 365 (9,3%) становника више него 2000. године.
| Група             | 2000.         | 2010.         |
| Белци             | 3.714 (95,0%) | 3.982 (93,1%) |
| Афроамериканци    | 8 (0,2%)      | 22 (0,5%)     |
| Азијати           | 27 (0,7%)     | 29 (0,7%)     |
| Хиспаноамериканци | 106 (2,7%)    | 159 (3,7%)    |
| Укупно            | 3.910         | 4.275         |